# Cameroon People's Party
Le Cameroon People's Party  (CPP) est un parti politique camerounais, créé le 26 décembre 1991 à Bamenda, dans le Nord-Ouest du Cameroun, à la faveur du retour au multipartisme au début des années 1990. 
La présidente du parti est Kah Walla, élue le 30 Avril 2011 au cours d’une assemblée générale extraordinaire tenue à Bamenda.
Le CPP participe à l'élection présidentielle camerounaise de 2011 avec comme candidat Kah Walla. 
Le CPP est interdit de défilé de la fête nationale camerounaise en 2016. 